# Лескано, Хуан Эдуардо
Хуа́н Эдуа́рдо Леска́но (исп. Juan Eduardo Lescano; род. 29 октября 1992, Раух, Буэнос-Айрес) — аргентинский футболист, нападающий финского клуба «Хака».

## Биография
Начал заниматься футболом в 5-летнем возрасте в спортивной школе ФК «Бока Хуниорс» в Буэнос-Айресе. Затем, в возрасте 13 лет, переехал в Испанию, где тренировался в юношеском составе «Атлетико Мадрид». Через три года был замечен главным тренером «Ливерпуля» Рафаэлем Бенитесом, который пригласил его в английский клуб. В возрасте 17 лет перешёл в юношескую команду мадридского «Реала». Через два года, немного поиграв в Объединённых Арабских Эмиратах, оказался в молодёжном составе швейцарского «Лугано».
В 2013 году переехал в Россию, где подписал контракт с клубом ФНЛ «Енисей», в составе которого дебютировал 7 июля 2013 года в матче первого тура против волгоградского «Ротора» (1:4) — вышел на замену на 60-й минуте и уже через 3 минуты забил гол. Отыграл за «Енисей» 79 матчей и забил 19 голов. В июле 2016 года стал игроком «СКА-Хабаровск». По итогам сезона добился с командой выхода в премьер-лигу. В конце июля 2017 года подписал контракт с «Анжи».
Заявил, что хочет получить российское гражданство и не против выступать за сборную России.
16 июля 2018 года перешёл на правах аренды до конца года в костанайский «Тобол». Провёл 9 матчей и выиграл с командой бронзовые медали чемпионата Казахстана.